# 조카마치

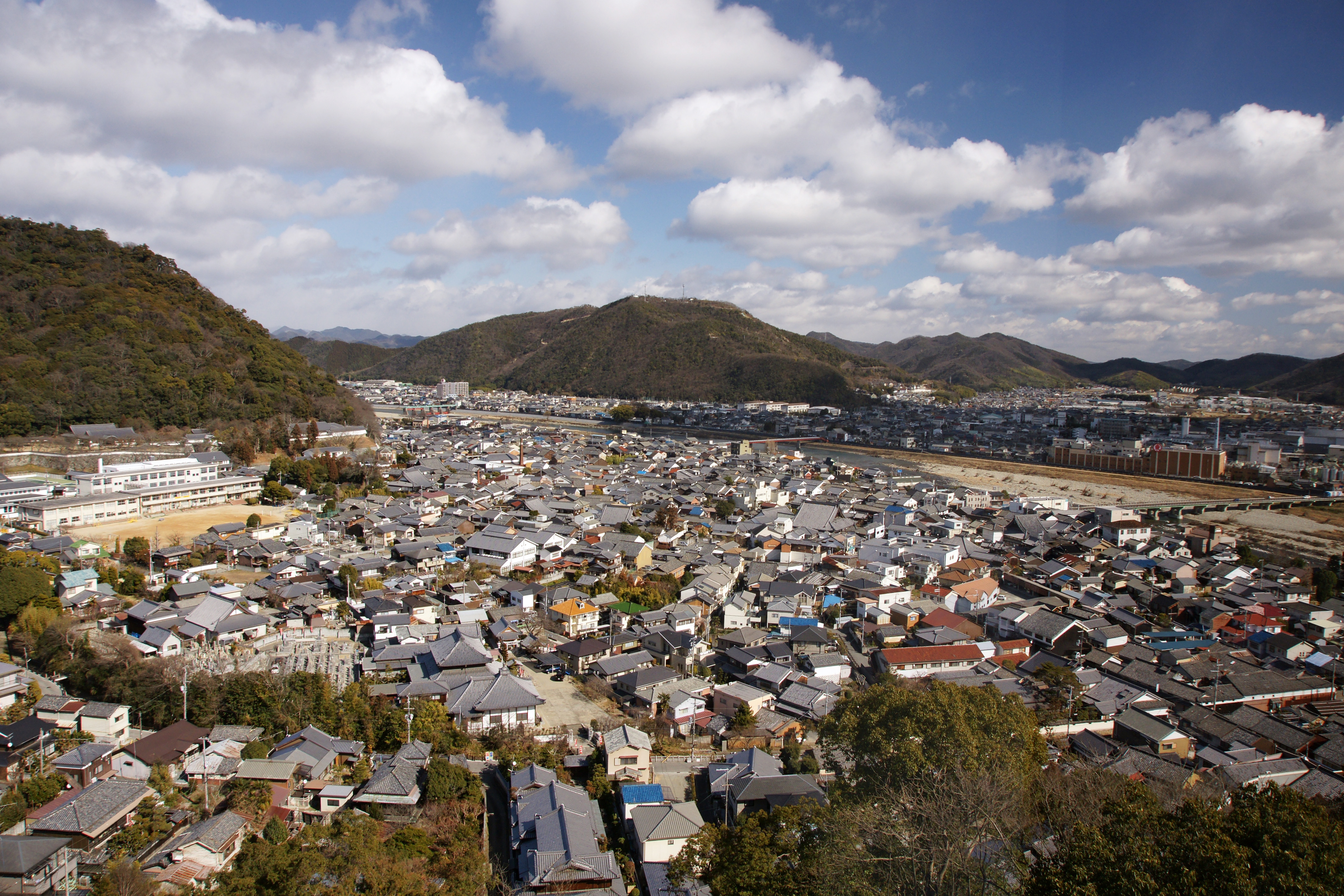
다쓰노시 구시가지는 조카마치다.

조카마치(城下町)는 일본에서 센고쿠 시대 이래로 영주의 거점인 성을 중심으로 형성된 도시로, 성의 방위시설이자 행정도시, 상업도시의 역할을 하였다. '성 아래에 있는 마을'이라는 뜻이지만, 에도 시대 이후에는 성이 아닌 행정시설인 진야를 중심으로 생겨나기도 하였다.